# Panther (singolo)
Panther è un singolo del gruppo musicale svedese Pain of Salvation, pubblicato il 14 agosto 2020 come terzo estratto dall'album omonimo.

## Descrizione
Si tratta di uno dei brani più sperimentali dell'album: si caratterizza infatti per una prima parte prevalentemente elettronica e per il rapping di Daniel Gildenlöw, passando poi a una sezione in sola voce e pianoforte e a un'altra più pesante nella seconda parte fino a concludersi con una ripresa di sola voce e pianoforte. Secondo quanto spiegato dallo stesso Gildenlöw, Panther (al pari del precedente singolo Restless Boy) è stato realizzato attraverso sezioni scartate da Full Throttle Tribe, tratto dall'album del 2017 In the Passing Light of Day, in un processo da lui definito «intenso, quasi febbrile»:

## Video musicale
Il video musicale è stato realizzato appena dopo quello per il precedente singolo Restless Boy in un periodo compreso di circa un'ora. L'idea è venuta a Gildenlöw, che ha proposto al regista Lars Ardarve di filmare qualcos'altro dal momento in cui il palco allestito nella palestra Skjulstahallen di Eskilstuna non era ancora stato smontato. Oltre alle scene del gruppo intento ad eseguire il brano, nel videoclip vengono mostrate anche quelle con gli stessi bambini apparsi in Restless Boy.

## Tracce
Testi e musiche di Daniel Gildenlöw.
1. Panther – 4:11

## Formazione
Hanno partecipato alle registrazioni, secondo le note di copertina di Panther:
Gruppo
- Daniel Gildenlöw – voce principale, strumentazione
- Johan Hallgren – chitarra, voce
- Léo Margarit – batteria, voce
- Daniel Karlsson – tastiera, chitarra, voce
- Gustaf Hielm – basso, voce

Produzione
- Daniel Gildenlöw – produzione, missaggio
- Daniel Bergstrand – produzione, missaggio
- Pontus Lindmark – produzione aggiuntiva
- Thor Legvold – mastering